# Gettysburgveldtocht

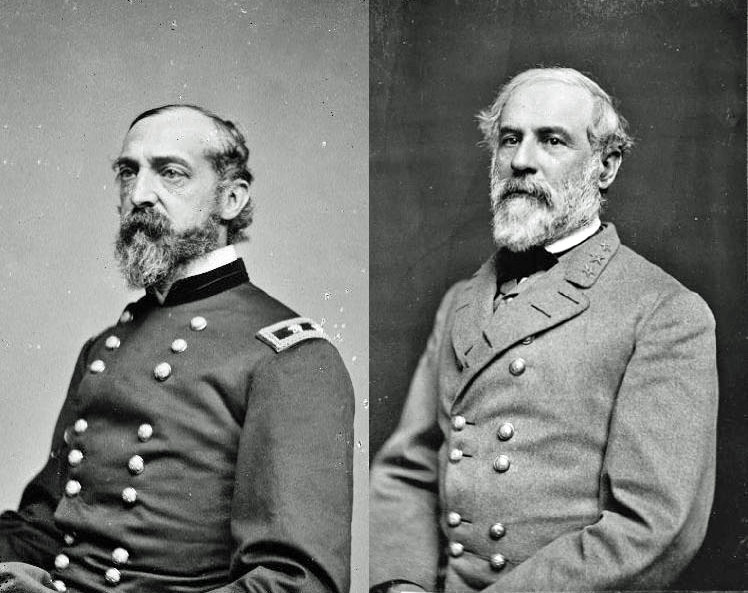
Bevelhebbers van het Noordelijke en Zuidelijke leger tijdens de veldtocht: generaals Meade en Lee

De Gettysburgveldtocht vond plaats in juni en juli 1863 tijdens de Amerikaanse Burgeroorlog. Na de Zuidelijke overwinning in de Slag bij Chancellorsville opende generaal Robert E. Lee met zijn Army of Northern Virginia het offensief tegen Maryland en Pennsylvania. De Noordelijke Army of the Potomac onder leiding van generaal-majoor George G. Meade versloeg Lee in de Slag bij Gettysburg maar liet hem ontsnappen naar Virginia.
Op 3 juni 1863 verbrak Lees leger contact met het Noordelijke leger bij Fredericksburg, Virginia. Op 9 juni vond de grootste cavalerieslag plaats van de oorlog bij Brandy Station. De Zuidelijken trokken via de Blue Ridge Mountains en Shenandoahvallei op naar Winchester waar ze het Noordelijk garnizoen versloegen tussen 13 juni en 15 juni. Het tweede korps van Lees leger stak de Potomac over en trokken op naar Maryland en Pennsylvania. Ze bereikten de Susquehanna en bedreigden Harrisburg in Pennsylvania. De Army of the Potomac had de achtervolging ingezet en bereikte Frederick, Maryland voor Lee goed en wel besefte dat de Noordelijken eveneens de Potomac hadden overgestoken. Lee reageerde vlug en concentreerde zijn leger bij Gettysburg in Pennsylvania.
De Slag bij Gettysburg was de grootste van de oorlog. Het begon als een toevallig treffen op 1 juli waarbij de Zuidelijken de overhand hadden. Ze verjoegen een Noordelijke cavaleriekorps en twee infanteriekorpsen van hun defensieve stellingen naar Cemetery Hill. Op 2 juli hadden de meeste eenheden het slagveld bereikt. Lee opende een aanval op de beide vijandelijke flanken maar werd na zware gevechten en zware verliezen voor beide partijen teruggeslagen. Op 3 juli concentreerde Lee zich op het vijandelijke centrum. Toen de infanterieaanval onder leiding van Pickett mislukte, gaf Lee het bevel tot de terugtocht die op 4 juli begon.
De Zuidelijke terugtocht werd bemoeilijkt door slecht weer, slechte wegen en verschillende schermutselingen van de Noordelijke cavalerie. Toch slaagde Meade er niet in om de terugtocht af te snijden. De Army of Northern Virginia kon in de nacht van 13 op 14 juli de Potomac oversteken.  

## Achtergrond
Kort na de Zuidelijke overwinning bij Chancellorsville op Hookers Army of the Potomac nam Lee de beslissing om een tweede keer het noorden binnen te vallen. Dit zou de Noordelijke plannen voor de zomerveldtocht danig in de war sturen. Lee hoopte zo zijn leger naar de rijke en onbeschadigde landbouwgebieden van Maryland en Pennsylvania te leiden waar zijn soldaten van de opbrengst van het land zouden kunnen leven. Lee kon ook Philadelphia in Pennsylvania, Baltimore in Maryland en Washington D.C. bedreigen om zo de groeiende vredesbeweging in het noorden te ondersteunen.
In essentie was Lees strategie vrijwel identiek aan deze van de Marylandveldtocht in 1862. Lee had onlangs ontdekt hoe generaal-majoor George B. McClellan hem had verslagen in deze veldtocht. Lee ontdekte dat de Noordelijken zijn Special Order 191 in handen hadden gekregen waardoor de Noordelijken hem hadden gedwongen om bij Antietam te vechten voor hij zijn volledig leger kon concentreren. Dit versterkte Lee in zijn overtuiging dat hij bij een tweede invasie de Noordelijken kon verslaan door zijn leger beter te concentreren.

## Samenstelling van de legers bij het begin van de veldtocht

### De Noordelijken
De Army of the Potomac stond initieel onder leiding van generaal-majoor Joseph Hooker (Generaal-majoor George G. Meade verving Hooker vanaf 28 juni). Het leger telde 90.000 soldaten en waren als volgt ingedeeld:
- I Corps onder leiding van generaal-majoor John F. Reynolds waaronder de divisies van brigadegeneraal James S. Wadsworth, brigadegeneraal John C. Robinson en generaal-majoor Abner Doubleday.
- II Corps onder leiding van generaal-majoor Winfield S. Hancock waaronder de divisies van brigadegeneraals John C. Caldwell, John Gibbon en Alexander Hays.
- III Corps onder leiding van generaal-majoor Daniel E. Sickles waaronder de divisies van generaal-majoor David B. Birney en generaal-majoor Andrew A. Humphreys.
- V Corps onder leiding van generaal-majoor George Sykes (George G. Meade tot 28 juni) waaronder de divisies van brigadegeneraals James Barnes, Romeyn B. Ayres en Samuel W. Crawford.
- VI Corps onder leiding van generaal-majoor John Sedgwick waaronder de divisies van brigadegeneraal Horatio G. Wright, brigadegeneraal Albion P. Howe en generaal-majoor John Newton.
- XI Corps onder leiding van generaal-majoor Oliver O. Howard waaronder de divisies van brigadegeneraal Francis C. Barlow, brigadegeneraal Adolph von Steinwehr en generaal-majoor Carl Schurz.
- XII Corps onder leiding van generaal-majoor Henry W. Slocum waaronder de divisies van brigadegeneraals Alpheus S. Williams en John W. Geary.
- Cavalry Corps onder leiding van generaal-majoor Alfred Pleasonton waaronder de divisies van brigadegeneraals John Buford, David McM. Gregg en H. Judson Kilpatrick.
- Artillery Reserve onder leiding van brigadegeneraal Robert O. Tyler.

Tijdens de opmars naar Gettysburg was generaal-majoor Reynolds de bevelhebber van de linkervleugel van het leger met het I, III en XI Corps. Tijdens de veldtocht ook nog andere Noordelijke eenheden actief die niet deel uitmaakten van de Army of the Potomac zoals het IV Corps, militie-eenheden van het Department of the Susquehanna en verschillende garnizoenen waaronder die van Harpers Ferry.

### De Zuidelijken
Na de dood van luitenant-generaal Thomas J. "Stonewall" Jackson na de Slag bij Chancellorsville reorganiseerde Lee 75.000 man sterk leger in drie infanteriekorpsen in plaats van twee.
- First Corps, Army of Northern Virginia werd aangevoerd door luitenant-generaal James Longstreet waaronder de divisies van generaals-majoor Lafayette McLaws, George E. Pickett en John Bell Hood.
- Second Corps, Army of Northern Virginia werd aangevoerd door luitenant-generaal Richard S. Ewell waaronder de divisies van generaals-majoor Jubal A. Early, Edward "Allegheny" Johnson en Robert E. Rodes.
- Third Corps, Army of Northern Virginia werd aangevoerd door luitenant-generaal A.P. Hill met de divisies van generaals-majoor Richard H. Anderson, Henry Heth en W. Dorsey Pender.
- Cavalry Corps, Army of Northern Virginia werd aangevoerd door generaal-majoor J.E.B. Stuart waaronder de brigades van brigadegeneraals Wade Hampton, Fitzhugh Lee, Beverly H. Robertson, Albert G. Jenkins, William E. "Grumble" Jones en John D. Imboden en kolonel John R. Chambliss.

## Lees opmars naar Gettysburg

Gettysburgveldtocht.

Op 3 juni 1863 vertrok Lees leger in noordwestelijke richting vanuit Frederickburg, Virginia. Het korps van A.P. Hill bemande de fortificaties bij Fredericksburg om het Zuidelijke leger in de rug te dekken. Rond 5 juni kampeerden Longstreets en Ewells korpsen bij Culpeper, Virginia. Op 9 juni stak Stuart de rivier de Rappahannock over en viel de Noordelijke voorposten aan. De opmars van het Zuidelijke leger werd afgeschermd van Noordelijke verkenningseenheden toen het in noordelijke richting marcheerde. Stuart liet zijn mannen overnachten bij Brandy Station, Virginia.

### DeSlag bij Brandy Station
Hooker interpreteerde Stuarts aanwezigheid rond Culpeper als een indicatie dat de Zuidelijken zijn communicatielijnen zouden aanvallen. Daarom gaf hij het bevel aan Alfred Pleasonton om met 8.000 cavaleristen en 3.000 infanteristen de vijand voor te zijn. en de 9.500 Zuidelijken te vernietigen. Pleasonton plande een tangbeweging. De vleugel onder leiding van John Buford zou de rivier oversteken bij Beverly's Ford op ongeveer 3 km ten noordoosten van Brandy Station. Tegelijkertijd zou David Greggs vleugel Kelly's Ford oversteken op ongeveer 10 km ten zuidoosten van de Zuidelijke stellingen. Pleasonton had echter te weinig informatie over de locatie en sterkte van de Stuarts eenheden. Pleasonton dacht dat hij een numeriek overwicht had.
Rond 04.30u op 9 juni stak Buford de Rappahannock over in een dichte mist. Hij overrompelde Grumble Jones' brigade. Enkele eenheden van Jones' brigade kon Bufords opmars net lang genoeg tegenhouden om Stuarts artillerie in veiligheid te brengen. De artillerie werd op twee heuvels opgesteld die de Beverly's Ford Road beheersten. De meeste van Jones' cavaleristen stelden zich op aan de linkerflank terwijl Hamptons brigade de rechterflank vormde. De 6th Pennsylvania Cavalry voerde een charge uit maar werd teruggeslagen bij St. James Church.
Buford probeerde de Zuidelijke linkerflank te verdrijven en de artillerie in te nemen om de weg vrij te maken naar Brandy Station. Hij leed zware verliezen toen hij Rooney Lees brigade probeerde te verdrijven van een stenen muur bij Yew Ridge. Tot grote verbazing van Buford trokken de Zuidelijken zich terug. Hiermee reageerden ze op de aantocht van de 2.800 sterke cavalerie van Gregg. Hoewel Gregg had geprobeerd om bij het eerste daglicht Kelly's Ford over te steken, had hij toch een vertraging van meer dan 2 uur opgelopen. Tussen Gregg en St. James Church lag de Fleetwood Hill. Dit was de vorige nacht nog het hoofdkwartier geweest van Stuart. Stuart en zijn staff waren de volgende ochtend naar het front gereden. Toch vertraagde een 6-ponds houwitser de opmars van kolonel Percy Windhams brigade. Toen Greggs soldaten de heuvel bestormden, botsten ze op eenheden van Jones' brigade die zich net terugtrokken van St. James Church.
Greggs volgende brigade onder leiding van kolonel Judson Kilpatrick viel langs de zuidelijke en oostelijke hellingen van Fleetwood Hill aan om tot de ontdekking te komen dat hun komst samenviel met die van Hamptons brigade. Een reeks van verwarrende aanvallen en tegenaanvallen raasde over de heuvel. De Zuidelijken kregen uiteindelijk de overhand. Terwijl Jones en Hampton hun eenheden naar Fleetwood Hill stuurden, bleef Rooney Lees eenheid de aanvallen van Buford weerstaan terwijl hij zich terugtrok naar de noordelijke zijde van de heuvel. Toen Rooney Lee versterkt werd door Fitzhugh Lee, voerden ze een tegenaanval uit tegen Buford. Pleasonton trok zijn eenheden tegen zonsondergang terug. De 10 uur durende slag was gedaan.
Brandy Station was de grootste slag tussen cavalerie van de oorlog. Hoewel het een tactische gelijkspel was, eiste Stuart toch de overwinning op omdat Pleasonton zich als eerste had teruggetrokken. Deze slag vestigde de groeiende reputatie van de Noordelijke cavalerie.

### DeTweede slag bij Winchester
Na Brandy Station trok Lees infanterie de Blue Ridge Mountains over waarna ze in noordelijke richting afbogen om de Shenandoahvallei te doorkruisen. Ewells Corps, in de voorhoede, marcheerde door de Chester Gap op 12 juni om daarna via Front Royal naar Winchester, Virginia op te rukken. Longstreets Corps (samen met generaal Lee) nam Ashby's Gap en Snickler's Gap voor hun rekening. A.P. Hill wachtte in Fredericksburg tot Hooker zich had teruggetrokken op 14 juni om dan dezelfde route te volgen van Ewell over de bergen. Stuarts cavalerie bleef ten oosten van Blue Ridge om de Lees leger af te schermen.
Het Noordelijk garnizoen van Winchester lag op Ewells weg. Het garnizoen bestond uit 7.000 soldaten en werd aangevoerd door generaal-majoor Robert H. Milroy. Twee brigades hadden hun barakken in Winchester zelf. De derde brigade lag 15 km verderop in Berryville. Om de stad te verdedigen waren drie forten aangelegd met verbindingsloopgraven. In mei had opperbevelhebber Henry W. Halleck Milroys superieur, generaal-majoor Robert C. Schenck, het bevel gegeven om het garnizoen terug te trekken naar Harpers Ferry in Virginia. Pas op 14 juni zou dit bevel opgevolgd worden. Dan was het echter al te laat. Op 14 juni naderde Allegheny Johnsons divisie Winchester vanuit het zuiden en Jubal Early naderde vanuit het westen. Ewell liet Rodes' divisie naar Berryville marcheren om dan via Martinsburg Winchester vanuit het noorden te benaderen. Het Noordelijke garnizoen werd hierdoor volledig ingesloten.
Om 06.00u op de 14e juni opende de Zuidelijke artillerie het vuur op het westelijke fort. De brigade van Harry T. Hays veroverde het fort en de batterij. Na het invallen van de duisternis liet Milroy de andere twee forten evacueren. Ondertussen had Ewell Johnson eropuit gestuurd om de Noordelijke ontsnappingsroute te blokkeren. Op 15 juni om 03.30u onderschepte Johnsons colonne de terugtrekkende eenheden van Milroy op de Charles Town Road. Na hevige gevechten gaven Milroys troepen zich over bij het aanbreken van de nieuwe dag. Milroy zelf kon ontsnappen. 4.450 Noordelijken waren dood, gewond of gevangengenomen tegenover slechts 250 Zuidelijken.
In de namiddag van de 15e juni stak Ewell, samen met Jenkins' brigade, de Potomac over bij Hagerstown, Maryland. Op 24 en 25 juni volgden Hills en Longstreets korps.

### Hookers achtervolging (DeSlag bij Aldie, deSlag bij Middleburgen deSlag bij Upperville)
Hooker kon de intenties van Lee niet achterhalen. Stuarts cavalerie vormde een afscherming tegen Noordelijke verkenners. Hooker wilde van de afwezigheid van Lee gebruikmaken om rechtstreeks naar Richmond op te rukken. President Abraham Lincoln wees Hooker erop dat Lees leger het belangrijkste doel was. Hookers orders luidden dat hij Lee moest achtervolgen en verslaan terwijl het Noordelijke leger tussen Lees leger en Washington en Baltimore bleef. Op 14 juni vertrok de Army of the Potomac vanuit Fredericksburg om op 16 juni bij Manassas Junction aan te komen. Hooker stuurde Pleasontons cavalerie eropuit om door het Zuidelijk cavaleriescherm te breken om belangrijke informatie te verzamelen over de exacte locatie van Lees leger. Dit leidde tot drie kleinere cavaleriegevechten tussen 17 en 21 juni in Loudoun Valley.
Pleasonton gaf het order aan David Greggs divisie om vanuit Manassas Junction in westelijke richting naar Aldie, Virginia op te rukken. Aldie lag op de tactisch belangrijke route tussen Ashby's Gap en Snickers Gap. De Zuidelijke cavaleriebrigade van kolonel Thomas T. Munford reed Aldie vanuit westelijke richting binnen om daar de bivakkeren. Op ditzelfde moment naderden drie brigades van Greggs divisie Aldie vanuit het westen. Beide zijden werden verrast door de aanwezigheid van de tegenstander. De Slag bij Aldie was een cavaleriegevecht die vier uur duurde en 250 slachtoffers maakte. Munford trok zich terug naar Middleburg, Virginia.
Terwijl de gevechten plaatsvonden in Aldie, arriveerde de Noordelijke cavaleriebrigade van colonel Alfred N. Duffié ten zuiden van Middleburg en verjoeg de Zuidelijke voorposten. In de vroege ochtend van de 18e juni verjoegen Munford en Robertson de Noordelijken. De belangrijkste gevechten van de Slag bij Middleburg vonden plaats in de loop van de ochtend van de 19e juni. De Noordelijke brigade van kolonel J. Irvin Gregg naderde Middleburg vanuit Aldie en viel Stuarts linie aan ten westen van Middleburg. Stuart sloeg de Noordelijke aanval af, voerde een tegenaanval uit en trok zich daarna terug naar zijn defensieve posities.
Op 21 juni probeerde Pleasonton opnieuw door Stuarts linies te breken bij Upperville op ongeveer 14 km ten westen van Middleburg. De cavaleriebrigades van Irvin Gregg en Judson Kilpatrick werden vergezeld door de infanterie van kolonel Strong Vincent bij de Ashby's Gap Turnpike. Bufords divisie trok in noordwestelijke richting op tegen Stuarts linkerflank. Hij botste echter op de brigades van Grumble Jones en John R. Chambliss. De Slag bij Upperville eindigde toen Stuart zich al vechtend terugtrok naar defensieve stellingen bij Ashby's Gap.
Nadat Stuart zijn cavalerielinies meer dan een week met succes verdedigd had, ondernam hij de controversieelste onderneming van zijn carrière. Dit was de zogenaamde "Stuarts tocht" die hem rond de oostelijke flank van het Noordelijke leger zou voeren.
Hooker zette op 25 juni opnieuw de achtervolging in toen hij hoorde dat het vijandelijke leger de Potomac was overgestoken. Hij rukte op naar Maryland waar hij zijn XII Corps rond Middletown, Maryland concentreerde. De rest van zijn leger lag rond Frederick, Maryland.

### De invasie van Pennsylvania (Slag bij Sporting Hill)
President Lincoln vaardigde een proclamatie uit om 100.000 vrijwilligers op te nemen in de rangen om de ophanden zijnde invasie van Pennsylvania af te slaan. De gouverneur van Pennsylvania, Andrew Curtin, riep 50.000 vrijwilligers onder wapens in de zogenaamde Militia. Slechts 7.000 mannen kwamen opdagen. Curtin riep hulp in van de New York State Militia. Ook gouverneur Joel Parker van New Jersey stuurde troepen naar Pennsylvania. De War Departement riep het Departement of Susquehanna in het leven onder leiding van generaal-majoor Darius N. Couch om de verdediging van Pennsylvania te coördineren. Pittsburgh, Harrisburg en Philadelphia werden versterkt. In Harrisburg werden de archieven in veiligheid gebracht.
Hoewel het hoofddoel van de veldtocht in Pennsylvania het verzamelen van voedsel en voorraden was, had Lee strikte orders uitgevaardigd (General Order 72) dat de burgerbevolking ontzien diende te worden. Eten, paarden en andere voorraden dienden zo veel mogelijk gekocht te worden van de plaatselijke bevolking. Toch waren er enkele incidenten waaronder met vrijgelaten slaven die in de veldtocht afgevoerd werden naar het Zuiden.
Ewells Corps rukte steeds verder op in Pennsylvania. Twee divisies rukten op door de Cumberlandvallei en bedreigden Harrisburg, Pennsylvania. Jubal Early's divisie marcheerde langs South Mountain en bezette op 26 juni Gettysburg, Pennsylvania. Daar vernietigden de Zuidelijken de telegraaf- en spoorlijnen. Toen trok Early verder op naar York County.
Op 28 juni bereikte de brigade van brigadegeneraal John B. Gordon (Early's divisie) de Susquehanna waar Noordelijke militiemannen de 188 m (5.629 voet) lange overdekte brug beschermden bij Wrightsville. Gordons artillerie opende het vuur. De militie-eenheden trokken zich terug en staken de brug in brand. Op 28 juni voerde de Zuidelijke cavalerie onder leiding van brigadegeneraal Albert G. Jenkins Mechanicsburg en vocht op 29 juni een kleine slag uit bij Sporting Hill.

### Stuarts tocht (Slag bij Hanover,Slag bij Carlisle,Slag bij Hunterstown)
Stuart had al twee keer rond het vijandelijke leger gereden in 1862. De eerste was tijdens de Schiereilandveldtocht en de tweede tijdens de Marylandveldtocht. Hij opperde het idee bij Robert E. Lee na de Slag bij Upperville. Ook wilde Stuart de schande van zijn nederlaag in Slag bij Brandy Station uitwissen. De precieze inhoud van Lees bevelen aan Stuart zijn tot op heden niet volledig duidelijk. Het kwam er in essentie op neer dat Stuart met een deel van zijn troepen de verschillende bergpassen moest bewaken en met de rest de rechterflank van Ewells korps beschermen. In plaats van een rechtstreekse route naar de passen te nemen, koos Stuart ervoor om met zijn drie beste brigades (Wade Hampton, Fitzhugh Lee en John R. Chambliss) via Rockville, Maryland en Westminster, Maryland Pennsylvania binnen te dringen. Zo hoopte hij op korte afstand van de vijandelijke hoofdstad paniek te zaaien in de Noordelijke achterhoede. Om 01.00u op 25 juni vertrok Stuart met zijn drie brigades vanuit Marshall, Virginia.
Wat Stuart niet wist, was dat het Noordelijke leger reeds in beweging was. De marsroute van Stuart werd geblokkeerd door oprukkende Noordelijke infanterie van Hancocks II Corps. Zo werd Stuart gedwongen om een meer oostelijke route te nemen. Zo miste hij zijn aansluiting met Ewells korps en had Lee vrijwel geen cavalerie meer terwijl hij steeds verder in vijandelijk gebied doordrong.
Op 27 juni bereikte Stuart Fairfax, Virginia. Op 28 juni stak hij de Potomac over bij Rowser's Ford. In Maryland viel hij het C & O kanaal aan die het Noordelijke leger van voorraden voorzag. Op 28 juni bereikte hij Rockville die een belangrijke schakel was in de vijandelijke bevoorrading. Stuarts cavalerie vernietigde kilometers telegraaflijnen en veroverden 140 nagelnieuwe en volledig geladen bevoorradingswagons. De nabijheid van Zuidelijke raiders creëerde paniek in de hoofdstad. Meade stuurde twee cavaleriebrigades en een artilleriebatterij eropuit om Stuart te achtervolgen.
Stuart had voorzien om in de vroege ochtend van de 28e juni Hanover, Pennsylvania te bereiken. In de plaats daarvan reed hij Westminster, Maryland binnen in de late namiddag van de 29e juni. Hier botste hij op twee Noordelijke compagnies van de 1st Delaware Cavalry onder leiding van majoor Napoleon B. Knight. Na een kort gevecht werd de Noordelijke cavalerie verjaagd.
Ondertussen had Pleasonton zijn cavalerie langs het Noordelijke leger opgesteld om uit te kijken naar de Zuidelijken. Judson Kilpatricks divisie vormde de rechterflank en marcheerde in de vroege ochtend van de 30e juni door Hanover. De voorhoede van Stuart botste op de achterhoede van Kilpatrick. In de Slag bij Hanover hadden de Zuidelijken initieel de overhand maar moesten uiteindelijke terugtrekken door een te grote Noordelijke druk. Om zijn veroverde wagons en gevangenen te beschermen wachtte Stuart tot valavond voor hij zijn toch verder zette. Na een mars van 30 km in het donker bereikten zijn brigades in de vroege ochtend van de 1e juli Dover, Pennsylvania.
Stuart liet de veroverde wagons met Hamptons brigade achter bij Dillsburg, Pennsylvania. Stuart zelf zoch nu aansluiting met Ewell bij Carlisle. Hij botste op 3.000 Pennsylvania en New York militia die in Carlisle bivakkeerden. Na enkele kanonschoten op de stad afgevuurd te hebben en de barakken vernietigd te hebben in de Slag bij Carlisle trok Stuart zich terug richting Gettysburg. De gevechten bij Hanover en Carlisle en de lange mars met de wagons vertraagden zijn opmars aanzienlijk.
In de late namiddag van de 2e juli bereikte Stuart met het merendeel van zijn troepen Lee bij Gettysburg. Wade Hampton nam stellingen in om de Zuidelijke linkerflank te beschermen. Twee Noordelijke cavaleriebrigades onder leiding van brigadegeneraals George Armstrong Custer en Elon J. Farnsworth tasten de vijandelijke flank af. In de Slag bij Hunterstown viel Custer Hampton aan. Hampton voerde een tegencharge uit. Toen Farnsworth ten tonele verscheen, verzandde het vechten in een artillerieduel die tot de avond duurde. Daarna trok Hampton zich terug naar Stuarts stellingen.

### Dix' opmars naar Richmond
Terwijl Lees strategie duidelijker werd voor de Noordelijken, plande generaal-majoor Henry W. Halleck een aanval op de licht verdedigde vijandelijke hoofdstad. Hij gaf het bevel aan de twee korpsen van het Departement of Virginia onder leiding van generaal-majoor John A. Dix om vanuit Yorktown en Williamsburg op te rukken tegen Richmond. Halleck was echter niet duidelijk genoeg in zijn orders. Er stond enkel in om Richmond te bedreigen en niet expliciet om de stad in te nemen. Op 27 juni voerden de soldaten van Dix een succesvolle raid uit op het spoorwegknooppunt bij Hanover Junction. Deze raid werd aangevoerd door kolonel Samuel P. Spears. Hij versloeg het Zuidelijk regiment, vernietigde de brug over de South Anna River en het depot en veroverde voorraden en nam 100 Zuidelijken gevangen waaronder de zoon van Lee brigadegeneraal W. H. F. "Rooney" Lee. Na een vergadering met zijn staff op 29 juni beslisten ze om enkel nog schijnmanoeuvres tegen de stad uit te voeren.

### Meade neemt het bevel over
Op 27 juni stuurde Lincoln het bevel om Hooker te vervangen. Hooker had ten voordele van de verdediging van Harpers Ferry geargumenteerd. Hij dreigde met ontslag toen zijn argumenten niet aansloegen. Dit ontslag werd onmiddellijk aanvaard door Lincoln en Halleck. George Meade, bevelhebber van het V Corps, kreeg het bevel over de Army of the Potomac. Meade was verrast door de verandering van bevelhebber temeer omdat hij daags voordien gezegd had dat hijzelf niet geïnteresseerd was om een leger aan te voeren. Toen de officier met de boodschap zijn tent binnen stapte, dacht Meade dat hij gearresteerd zou worden voor één of andere fout. Hoewel Meade weinig afwist van de algemene plannen van Hooker en de locatie van zijn drie colonnes, nam hij toch het bevel op zich.
Op 30 juni verplaatste Meade zijn hoofdkwartier naar Taneytown, Maryland. Daar vaardigde hij twee belangrijke bevelen uit. Het eerste order sprak over een opmars naar Gettysburg op 1 juli. Het tweede bevel sprak over een defensieve positie bij Big Pipe Creek. De genie had daar een sterke defensieve positie uitgebouwd. Meade dacht eraan om Lee naar deze plaats te lokken om het Zuidelijke leger te verslaan. Mocht de veldtocht verkeerd uitdraaien voor de Noordelijken was dit een ideale plaats om op terug te vallen.

### Lee trekt zijn leger samen
Door het gebrek aan informatie van Stuarts cavalerie was Lee niet op de hoogte van de posities van de Noordelijken. Het was pas nadat Longstreet een spion ingezet had dat Lee op de hoogte gebracht werd van de oversteek van de Noordelijken over de Potomac en hun nabijheid. Op 29 juni was de Army of Northern Virginia in een boog verspreid van Chambersburg (45 km ten noordwesten van Gettysburg) over Carlisle (48 km ten noorden van Gettysburg) tot Harrisburg en Wrightsville bij de rivier de Susquehanna. Ewells korps had bijna de Susquehanna bereikt en bedreigde Harrisburg, de hoofdstad van Pennsylvania. Early's divisies hadden York bezet. Longstreet en Hill bevonden zich bij Chamberburg.
Lee gaf het bevel aan zijn korpscommandanten om het leger bij Cashtown te concentreren op ongeveer 13 km ten westen van Gettysburg. Op 30 juni, terwijl een deel van Hills korps in Cashtown was, trok een van zijn brigades onder leiding van brigadegeneraal J. John Pettigrew naar Gettysburg. Volgens de memoires van generaal-majoor Henry Heth werd Pettigrew naar Gettysburg gestuurd om voorraden te zoeken en meer specifiek schoenen.
Terwijl Pettigrews brigade Gettysburg naderde op 30 juni merkten ze de Noordelijke cavalerie op van brigadegeneraal John Buford. Pettigrew trok zich terug naar Cashtown zonder Buford aan te vallen. Toen Pettigrew verslag uitbracht aan Hill en Heth geloofden geen van beiden dat er zo dichtbij een substantiële vijandelijke eenheid was. Ondanks Lees uitdrukkelijk bevel dat er geen directe strijd mocht aangegaan worden voor hij zijn leger had kunnen concentreren, stuurde Hill toch een sterke verkenningsmacht uit om de vijandelijke sterkte te achterhalen. In de ochtend van de 1e juli rond 05.00u trokken twee brigades van Heths divisie op naar Gettysburg.

## DeSlag bij Gettysburg

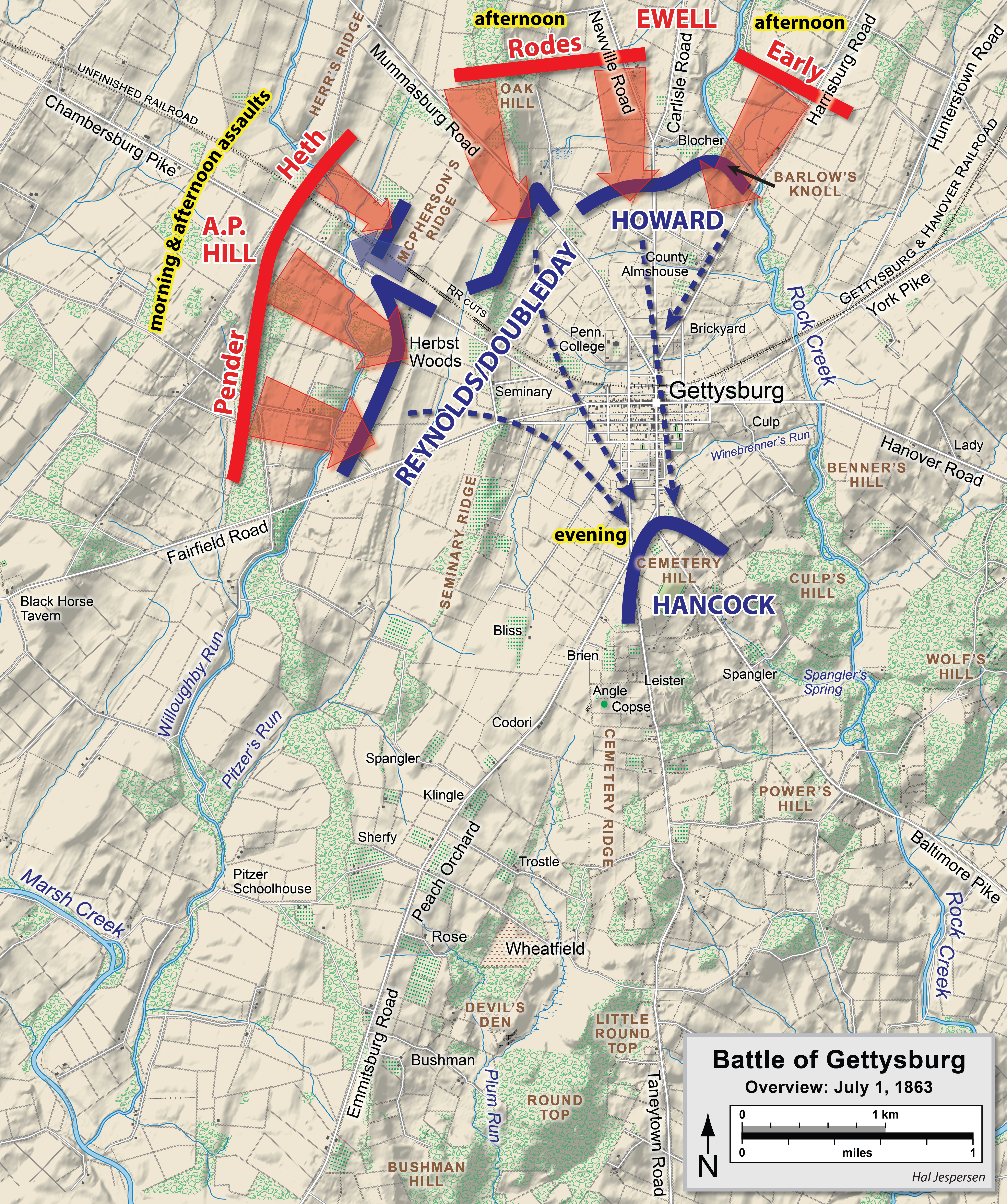
De slag bij Gettysburg op 1 juli

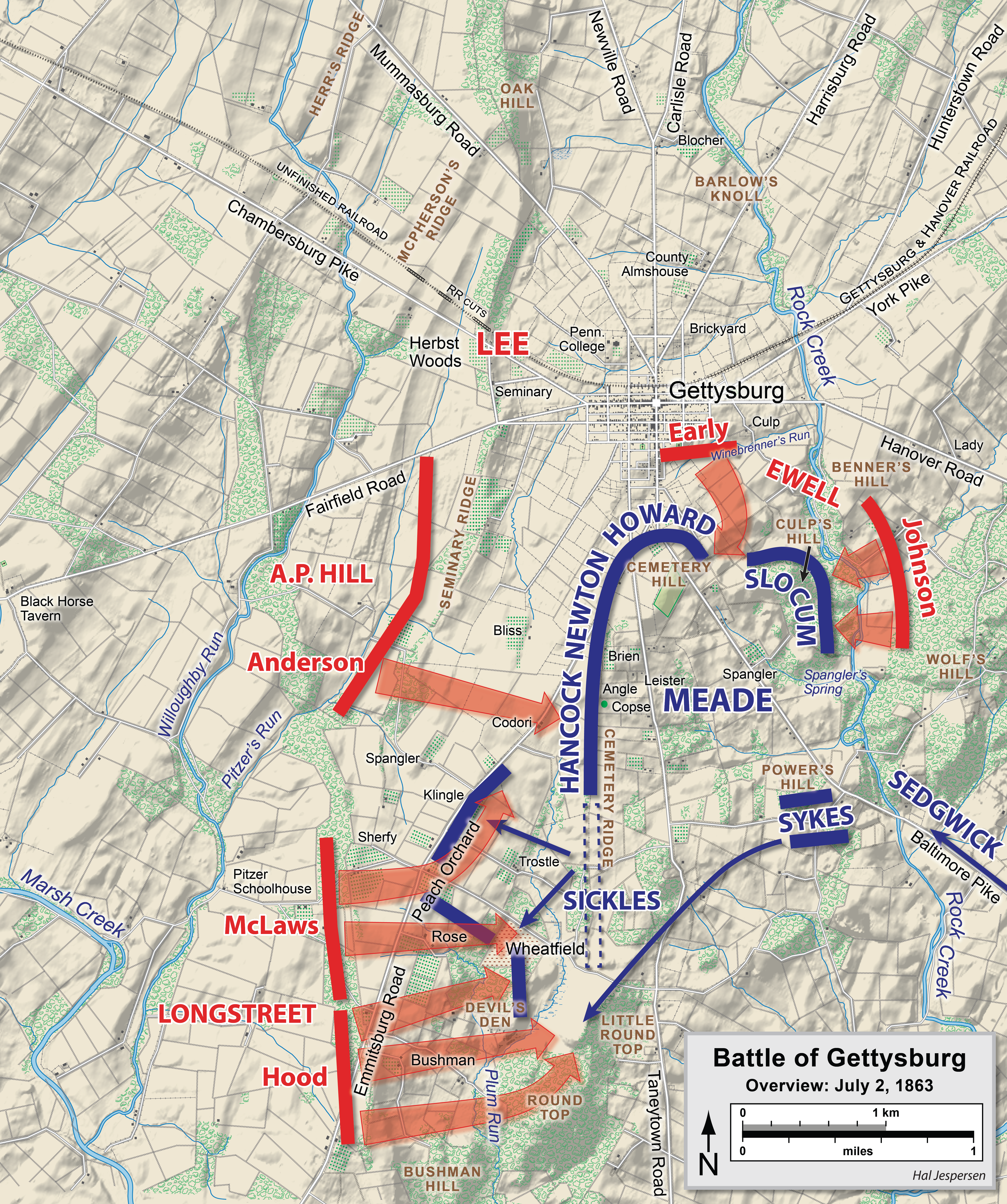
De slag bij Gettysburg op 2 juli

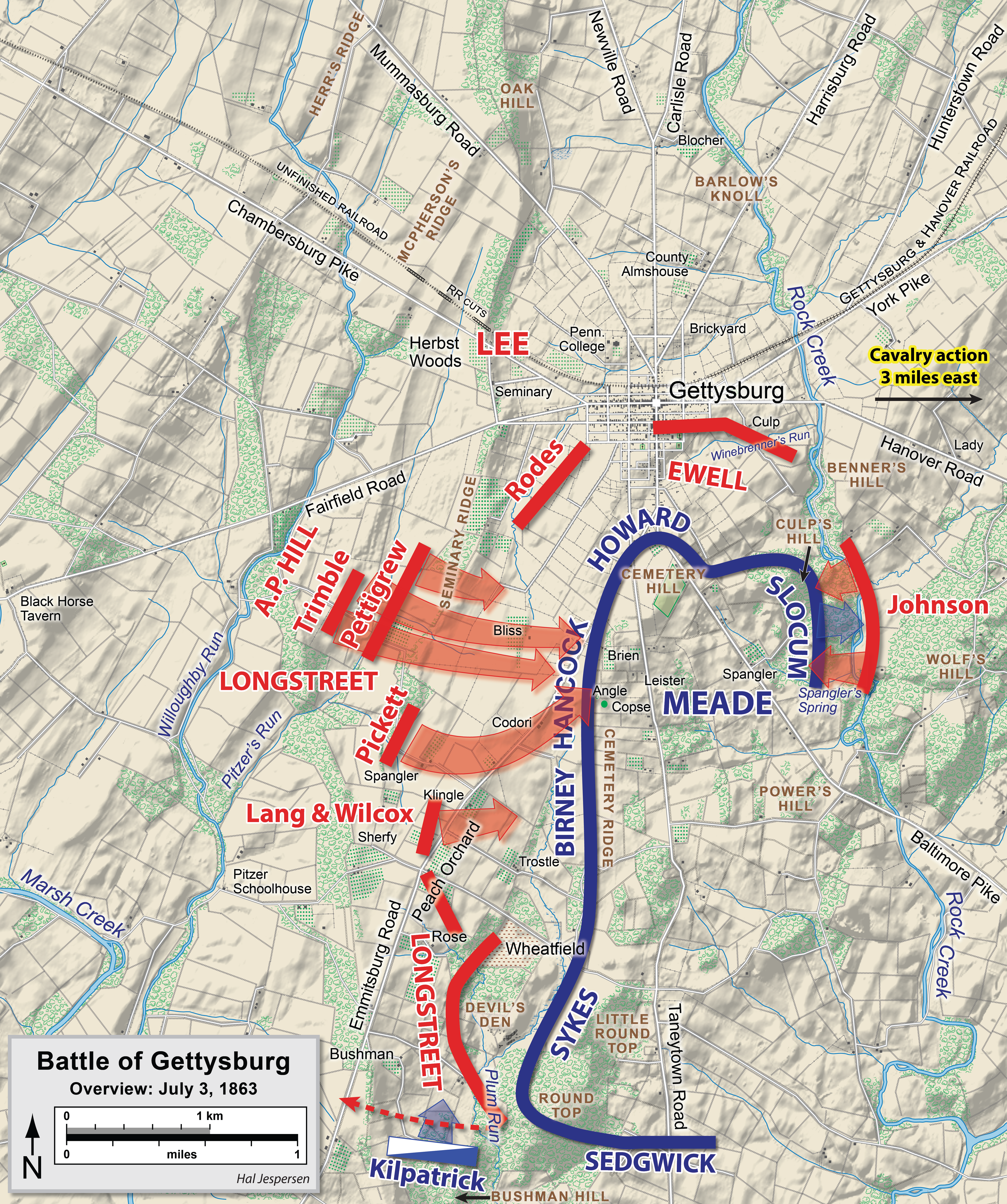
De slag bij Gettysburg op 3 juli

De drie dagen durende slag bij Gettysburg zou tussen de 46.000 en 51.000 slachtoffers maken. Samen met de val van Vicksburg vormde de slag het keerpunt in het conflict tussen Noord en Zuid.
Op 1 juli 1863 botsten de legers op elkaar. De eerste dag kan ingedeeld worden in drie fasen terwijl de soldaten van beide legers het slagveld betreden. In de ochtend vechten twee brigades van generaal-majoor Henry Heths divisie tegen de Noordelijke cavalerie onder John Buford. Terwijl de infanterie onder generaal-majoor John F. Reynolds van het I Corps arriveert, worden de Zuidelijken aanvallen op de Chambersburg Pike afgeslagen. Reynolds sneuvelt in de strijd. Tegen de middag arriveerde het Noordelijke XI Corps. Ze stelden zich in een halve cirkel op ten westen en noorden van Gettysburg. Ewells korps opende de aanval vanuit het noorden. De divisie van generaal-majoor Robert E. Rhodes viel Oak Hill aan terwijl generaal-majoor Jubal A. Early's divisie over de open velden ten noorden van de stad aanvalt. Hoewel de Noordelijke stellingen bij Barlow's Knoll worden ingenomen, houdt de Noordelijke linie, ondanks de zware druk, stand. De derde fase van de eerste dag begint wanneer Rodes een nieuwe aanval inzet vanuit het noorden en Heth hetzelfde doet vanuit het westen. Heth werd ondertussen versterkt door de divisie van generaal-majoor W. Dorsey Pender. De Noordelijke linie zal na de zware gevechten bij Herbst's Woods en Oak Ridge breken. Enkele Noordelijke eenheden trokken zich al vechtend terug door Gettysburg. Andere eenheden trokken zich gewoon terug. Er werd een nieuwe linie uitgebouwd op Cemetery Hill. Ewell zette de aanval niet verder.
Op de tweede dag probeerde Lee de initiële successen uit te buiten door verschillende aanvallen op de Noordelijke flanken uit te voeren. Na een lange vertraging waarbij Longstreet zijn troepen verzameld, viel hij het Noordelijke I Corps aan op de vijandelijke linkerflank. Generaal-majoor John Bell Hood viel Little Round Top en Devil's Den aan. Op Hoods linkerflank viel generaal-majoor Lafayette McLaws het Wheatfield en de Peach Orchard aan. Hoewel de Zuidelijke aanval niet slaagde, werd het Noordelijke II Corps uitgeschakeld. Meade liet 20 000 soldaten van andere delen van de linie aanrukken om de Zuidelijke aanvallen te kunnen weerstaan. De aanvallen in deze sector eindigden met de mislukte aanval van het Third Corps van generaal-majoor Richard H. Anderson op het Noordelijke centrum op Cemetery Ridge. In de loop van de avond voerde Ewell aanvallen uit op de Noordelijke rechterflank bij Culp's Hill en East Cemetery Hill. Beide aanvallen werden afgeslagen. De Noordelijken hadden een sterke defensieve linie uitgebouwd. Beide partijen hadden zware verliezen geleden maar het evenwicht bleef min of meer hetzelfde.
Na de mislukte aanval op de beide Noordelijke flanken zou Lee op de derde dag het vijandelijke centrum aanvallen. Deze aanval zou ondersteund worden door een gelijktijdige aanval op de Noordelijke rechterflank. De gevechten rond Culp's Hill werden door een Noordelijke tegenaanval te vroeg hervat voor de Zuidelijken. Longstreets korps was nog niet klaar om het vijandelijke centrum aan te vallen. De verschillende aanvallen van de Zuidelijken op Culp's Hill werd dankzij Noordelijke versterkingen afgeslagen. De grote aanval op het Noordelijke centrum die bekend zou worden als Pickett's Charge werd voorafgegaan door een artilleriebarrage die uiteindelijke weinig effect sorteerde. Ongeveer 12.500 soldaten in negen brigades rukte op over een open graanveld onder zwaar Noordelijke geweer- en kanonvuur. Hoewel enkele eenheden de stenen muur bereikten waarachter de Noordelijken zaten, was de mortaliteit te groot (ongeveer 50%) en moest de aanval gestaakt worden.
Tijdens en na Pickett's Charge vonden er nog twee cavalerieslagen plaats: één op ongeveer 5 km ten oosten bij East Cavalry Field en een ander bij Big Round Top. De eerste slag was een poging van Stuart om de Noordelijke achterhoede aan te vallen. Deze poging werd afgeslagen door de brigades van Gregg en Custer. De tweede slag vond plaats na de grote infanterieaanval op het centrum en bestond uit ondoordachte charges op de Zuidelijke rechterflank door Kilpatrick. Ook deze aanval werd afgeslagen.

## Terugtocht van de Zuidelijken naar Virginia
Na Pickett's Charge keerden de Zuidelijken terug naar hun oorspronkelijke posities bij Seminary Ridge. Ze bouwden snel barricades om de tegenaanval op te vangen. Toen de Noordelijke aanval tegen de avond van de 4e juli niet materialiseerde, besefte Lee dat deze veldtocht ten einde was. In de late avond van de 4e juli liet Lee zijn leger terugtrekken naar Fairfield en Chambersburg. De cavalerie onder leiding van brigadegeneraal John D. Imboden kreeg de opdracht om de bagagetrein en gewonden te escorteren via Cashtown en Hagerstown naar Williamsport in Maryland. Duizenden zwaargewonde soldaten werden achtergelaten met medisch personeel. Hoewel er meer dan 20 000 slachtoffers gevallen waren, waaronder hoge officieren, bleef het moreel van het Zuidelijke leger hoog.
Toen het Zuidelijke leger de Potomac bereikt had, ondervond het moeilijkheden om de rivier over te steken. Zware regenval op 4 juli had de rivier doen overstromen bij Williamsport. 6 km stroomafwaarts, bij Falling Waters, vernietigde de Noordelijke cavalerie de zwak verdedigde pontonbrug. De enige manier om de rivier over te geraken, was de kleine overzetboot bij Williamsport. De Zuidelijken zaten virtueel gevangen met hun rug tegen de rivier mocht Meade nu de aanval inzetten.

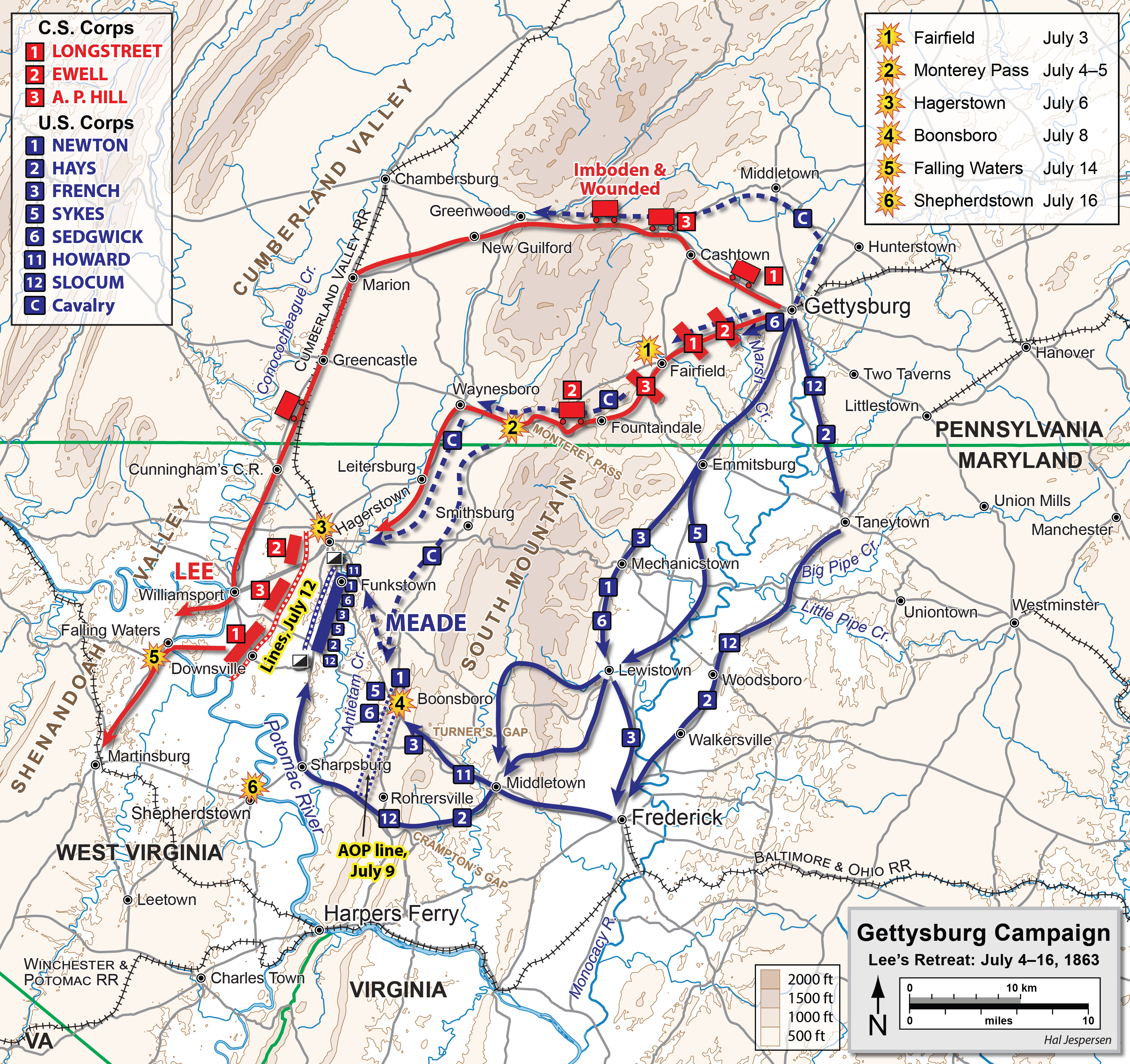
Gettysburgveldtocht van 5 tot 14 juli

De hoofdroutes van de terugtocht liepen door Fairfield en via Monterey Pass naar Hagerstown. Tijdens Pickett's Charge op 3 juli vond de Slag bij Fairfield plaats. De Zuidelijken slaagden erin om de Noordelijke eenheden bij Fairfield te verjagen en hun ontsnappingsroute open te houden.
Imbodens tocht vond plaats in zware regenval. 8000 gewonden moesten de regen en moeilijk wegen doorstaan. Tijdens de tocht werd de bagagetrein voortdurend aangevallen. In de vroege ochtend van de 5e juli vielen de burgers van Greencastle de Zuidelijken aan met bijlen. Bij Cunningham's Cross Roads viel de Noordelijke cavalerie aan en nam 645 gevangenen en veroverde 134 wagons en 600 paarden en ezels.
Vroeg in de ochtend van de 4e juli stuurde Meade zijn cavalerie eropuit om de vijandelijke terugtocht te bemoeilijken. Kolonel J. Irvin Greggs brigade rukte op naar Cashtown, Hunterstown en Mummasburg Road. Bufords divisie reed van Westminster naar Frederick waar hij in de nacht van de 5e juli versterkt werd met Merrits divisie.
Op 4 juli besliste Meade en zijn officieren dat het leger in Gettysburg zou blijven tot Lee iets ondernam. De cavalerie zou het terugtrekkende leger achtervolgen. De divisie van brigadegeneraal Gouverneur K. Warren van Sedgwicks VI Corps moest de Zuidelijke bedoelingen achterhalen. De volgende dag kwam het bericht dat Lee vertrokken was maar Meade wachtte met de achtervolging tot Warren terug was met meer nieuws.
De Slag bij Monterey Pass begon toen brigadegeneraal Judson Kilpatricks cavaleriedivisie de voorposten van brigadegeneraal Beverly Robertson verjoeg. Daarna botsten de Noordelijken op 20 soldaten van het Zuidelijke 1st Maryland Cavalry Battalion onder leiding van kapitein G. M. Emack die de weg naar de pas verdedigde. Samen met een detachement van de 4th North Carolina en één kanon slaagde Emack erin om 4.500 Noordelijke cavaleristen tegen te houden tot na middernacht. Toen Custer met de 6th Michigan Cavalry een charge uitvoerde braken ze door en bereikten ze de bagagetrein. Ze veroverden verschillende wagons en een groot aantal paarden en ezels en namen 1.360 gevangenen.
Toen Meades infanterie de achtervolging inzette op 7 juli, vertrok Bufords divisie vanuit Frederick om Imbodens bagagetrein te vernietigen voor het de Potomac overstak. Rond 05.00u op 7 juli bereikten de Noordelijken de bagagetrein. De eerste aanval werd afgeslagen door Imboden. Bufort hoorde het kanongebulder van Kilpatrick in de omgeving en vroeg om zijn rechterflank te versterken. Kilpatrick had de twee kleine brigades van Chambliss en Robertson uit Hagerstown verdreven. De Zuidelijke infanterie onder leiding van brigadegeneraal Alfred Iverson verdreef Kilpatrick op hun beurt uit de stad. De andere brigades van Stuart en twee brigades van Hoods divisie heroverden Hagerstown. Kilpatrick trok nu naar Buford om zijn aanval op Imboden bij Williamsport te ondersteunen. Kilpatrick werd aangevallen vanuit Hagerstown door Stuart en moest zich terugtrekken waardoor de achterhoede van Buford onbeschermd achterbleef. Toen de nacht inviel, staakte Buford zijn pogingen.
Op 8 juli in de Slag bij Boonsboro raakte de achterhoede van Lees leger slaags met de Noordelijke cavalerie waardoor hun achtervolging vertraagd werd. Op 10 juli in de Slag bij Funkstown werd de vertragingsactie van Stuart verder gezet. In de gevechten verloren beide partijen ongeveer 500 soldaten.
Tegen 9 juli bevond het grootste deel van de Army of the Potomac zich tussen Rohrersville en Boonsboro. De andere eenheden beschermden de flanken bij Maryland Heights en Waynesboro. Tegen 11 juli hadden de Zuidelijken een sterke defensieve positie ingenomen tussen de Potomac en Downsville.
Meade stuurde een telegram naar Henry W. Halleck met de boodschap dat hij op 12 juli zou aanvallen. Meade riep zijn korpscommandanten bij zich. Dit leidde tot een vertraging van de aanval tot de sterkte van de Zuidelijke stellingen bepaald was. Ondertussen raakte Lee meer en meer gefrustreerd dat Meade niet aanviel. Tot zijn ergernis zag hij dat de Noordelijken hun eigen loopgraven bouwden. De Zuidelijke genie had ondertussen een nieuwe pontonbrug aangelegd over de Potomac. De overtocht zou na het invallen van de duisternis beginnen. Longstreets en Hills corps en de artillerie zou via de pontonbrug bij Falling Waters oversteken terwijl Ewell bij Williamsport de overtocht zou maken.
In de ochtend van de 14e juli vonden Noordelijke verkenners de Zuidelijke loopgraven leeg. De cavalerie van Buford en Kilpatrick vielen de vijandelijke achterhoede aan. De aanval verraste de Zuidelijken. Heths en Penders divisies verloren veel soldaten. Brigadegeneraal J. John Pettigrew viel dodelijk gewond neer in de gevechten. Toch was de Army of Northern Virginia erin geslaagd om te ontsnappen tot grote woede en frustratie van Lincoln.
Op 16 juli hadden de cavaleriebrigades van Fitzhugh Lee en Chambliss de oversteekplaatsen bij Shepherdstown bezet. De Noordelijke cavalerie probeerde de oversteekplaatsen in handen te krijgen. Dit mislukte echter. De Army of the Potomac stak de rivier over bij Harpers Ferry op 17 en 18 juli. Ze rukten op langs de oostzijde van de Blue Ridge Mountains om zich tussen Lee en Richmond te manoeuvreren. Op 23 juli gaf Meade het bevel aan French III Corsp om de Zuidelijke colonnes bij Front Royal aan te vallen. In deze Slag bij Manassas Gap probeerden de Noordelijken de pas te forceren. Na zware gevechten moesten ze hun poging opgeven. Op 24 juli bezetten de Noordelijken Front Royal. Lees leger was nu buiten hun bereik.

## Gevolgen
De Gettysburgveldtocht was het laatste offensief van Robert E. Lee. Daarna waren alle Zuidelijke gevechtsacties het gevolg van Noordelijke initiatieven. Lee verloor 27.000 soldaten tijdens de veldtocht. Deze soldaten waren onvervangbaar. De veldtocht was deels in zijn opzet geslaagd. Het had de Noordelijke plannen voor een eigen veldtocht in Virginia gedwarsboomd. Zijn soldaten hadden van de rijke landbouwgebieden in Maryland en Pennsylvania kunnen leven. Ze hadden veel voorraden meegenomen wat de oorlog nog rekte. De mythe van Lees onoverwinnelijkheid was echter doorbroken en geen enkele Noordelijke soldaat werd overgeplaatst van Vicksburg om te vechten tegen Lee. De Noordelijken verloren ongeveer 30.100 soldaten tijdens de veldtocht.
Meade werd sterk bekritiseerd omdat hij Lee had laten ontsnappen, net zoals generaal-majoor George B. McClellan had laten gebeuren na de Slag bij Antietam. Onder druk gezet door Lincoln voerde Meade twee veldtochten uit in het najaar van 1863, namelijk de Bristoeveldtocht en de Slag bij Mine Run, om Lee te verslaan. Beide veldtochten mislukten in hun opzet.
Op 19 november sprak Lincoln de Gettysburg Address uit op het pas aangelegde kerkhof op het slagveld van Gettysburg. Hij riep op tot de vernietiging van de slavernij en riep op tot een wedergeboorte van de vrijheid in het land.